# 黑紋蟾口鮟鱇
黑紋蟾口鮟鱇，為輻鰭魚綱鮟鱇目棘茄魚亞目夢角鮟鱇科的其中一種，為深海魚類，分布於中西太平洋的巴布亞紐幾內亞、中東太平洋的巴拿馬灣海域，棲息深度可達1250公尺，體長可達10.2公分，生活習性不明，不具任何經濟價值。

## 扩展阅读
維基物種上的相關：黑紋蟾口鮟鱇